# Abreviátor
Abreviátor (z lat. breve, tj. krátký) byl úředník v papežské kanceláři zodpovědný za vyhotovování (ve správné formě) návrhů papežských bul a dalších listin. Vedle toho zpracovávali především jednoduché soudní záležitosti. Poprvé je tato funkce zmíněna v bule Benedikta XII. v první polovině 14. století. 
Jako abreviátor pracoval např. humanista Poggio Bracciolini, který do římské kurie vstoupil roku 1403, nebo Aeneas Silvius Piccolomini, který byl v roce 1436 jmenován vrchním abreviátorem (abbreviator major) na Basilejském koncilu.
Papež Pius II. založil kolegium abreviátorů, které obnovil Sixtus IV. Papež Pius X. jej v roce 1908 zrušil a jeho úkoly přenesl na apoštolského protonotáře.